# Бенони
Бенони (на английски: Benoni, местно произношение Bunòne, Бьононе) е град в РЮА.

## География
Градът е разположен в североизточната част на ЮАР на около 20 км източно от най-големия град Йоханесбург в провинция Гаутенг. Население 158 777 жители (2011 г.).

## История
Градът е основан през 1904 г.

## Личности родени в Бенони
- Шарлиз Терон (р. 1975), киноактриса